# Tašuľa
Tašuľa est un village de Slovaquie situé dans la région de Košice.

## Histoire
Première mention écrite du village en 1288.

## Démographie

### Évolution de la population
| Année:               | 1994. | 2004.   | 2014.    | 2024.   |
| -------------------- | ----- | ------- | -------- | ------- |
| Nombre de personnes: | 225   | 222     | 194      | 204     |
| Différence:          |       | -1,33 % | -12,61 % | +5,15 % |

| Année:               | 2023. | 2024.   |
| -------------------- | ----- | ------- |
| Nombre de personnes: | 203   | 204     |
| Différence:          |       | +0,49 % |

## Politique
| Nom         | Parti politique | Date de l'élection | Fin du mandat |
| ----------- | --------------- | ------------------ | ------------- |
| Milan Hrešo | SDKÚ-DS         | 02.12.2006         | Déc. 2010     |